# Железно-Дорожная Будка 612 км
Желе́зно-Доро́жная Бу́дка 612 км — станция в Майском районе Кабардино-Балкарской Республики. Входит в состав «Сельское поселение станица Котляревская».

## География
Железнодорожная будка расположена в центральной части Майского района, на левом берегу реки Терек. Находится в 8 км к юго-востоку от районного центра — Майский и в 50 км к северо-востоку от города Нальчик.
Станция находится у железнодорожного моста через реку Терек. С трёх сторона окружена густым смешанным лесом. Дорога вдоль железной дороги расчищена.
Граничит с землями населённых пунктов: Котляревская на западе и Арик на востоке.
Населённый пункт расположен на наклонной Кабардинской равнине, в равнинной зоне республики. Средние высоты составляют 220 метров над уровнем моря. Рельеф местности представляют собой в основном волнистые предгорные равнины.
Климат влажный умеренный. Лето жаркое. Средняя температура воздуха в июле достигает +23°С. В августе абсолютные показатели часто превышают отметку в +35°С. Зима мягкая и длится около трех месяцев. Морозы непродолжительные, минимальные температуры редко снижаются ниже −15°С. Средняя температура января составляет -2,5°С. Среднегодовое количество осадков составляет около 630 мм.

## История
Железнодорожная будка была основана для обслуживания Северо-Кавказской железной дороги на ветке Муртазово-Котляревская. Ныне постоянное население при железнодорожной будке отсутствует.

## Население
| 2002 | 2010 | 2021 |
| ---- | ---- | ---- |
| 16   | ↘0   | →0   |

## Примечание
1. 1 2  Итоги Всероссийской переписи населения 2020 года (по состоянию на 1 октября 2021 года)
2. ↑  Численность населения Кабардино-Балкарской Республики по сельским населённым пунктам по итогам ВПН-2002
3. ↑  Численность населения КБР в разрезе населённых пунктов по итогам Всероссийской переписи населения 2010 года